# Kornej Ivanovič Čukovski
Kornej Ivanovič Čukovski (rusko Корне́й Ива́нович Чуко́вский, pravo ime Nikolaj Vasiljevič Kornejčukov (Никола́й Васи́льевич Корнейчуко́в), ruski pesnik, publicist, literarni kritik, esejist, prevajalec in literarni zgodovinar, * 31. marec (19. marec, ruski koledar) 1882, Sankt Peterburg, Ruski imperij (sedaj Rusija), † 28. november 1969, Moskva, Sovjetska zveza (sedaj Rusija).
Čukovski je bil oče pisatelja Nikolaja in pisateljice Lidije. Bil je med najbolj priljubljenimi otroškimi pesniki. Njegove pesnitve Doktor Jojboli (Доктор Айболит, 1925), Ščurkovje (Тараканище, 1923), Krokodil (Крокодил, 1916/17) in Mojdodir (Мойдодыр, 1925) so bile priljubljeno branje mnogih generacij rusko govorečih otrok.
1. 1 2 3  Жданов В. В. Чуковский К. // Краткая литературная энциклопедия — Moskva: Советская энциклопедия, 1962. — Т. 8.
2. ↑  data.bnf.fr: platforma za odprte podatke — 2011.
3. ↑  Литераторы Санкт-Петербурга. ХХ век
4. ↑  В. Львов-Рогачевский Чуковский, Корней Иванович // Энциклопедический словарь Гранат — 7 — Александр Наумович Гранат, 1910. — Т. 48.
5. 1 2 3  Жданов В. В. Чуковский Корней Иванович // Большая советская энциклопедия: [в 30 т.] — 3-е изд. — Moskva: Советская энциклопедия, 1978. — Т. 29 : Чаган — Экс-ле-Бен. — С. 252.